# منتخب روسيا البيضاء لكأس ديفيز
منتخب روسيا البيضاء لكأس ديفيز (بالروسية: Сборная Белоруссии по теннису в Кубке Дэвиса)‏ هو ممثل روسيا البيضاء الرسمي في كرة المضرب في كأس ديفيز.